# Fundulopanchax avichang
Fundulopanchax avichang és una espècie de peix de la família dels aploquèilids i de l'ordre dels ciprinodontiformes.

## Morfologia
Els mascles poden assolir els 2,6 cm de longitud total.

## Distribució geogràfica
Es troba a Àfrica: Guinea Equatorial.